# 2-羟基吡啶
2-羟基吡啶或2-吡啶酮是一种有机化合物，化学式为C5H4NOH，为无色结晶，可用于肽的合成。它可形成与RNA和DNA中发现的碱基配对机制有相关的氢键结构。它是以互变异构体形式存在的典型分子。

## 合成
2-羟基吡啶（2-吡啶酮）可通过环化反应制备，并通过与氨的交换反应而得到：
吡啶与一些氧化剂（如过氧化氢）反应形成N-氧化物。该吡啶-N-氧化物在乙酸酐中进行重排反应，得到2-羟基吡啶：
在Guareschi-Thorpe缩合反应中，氰乙酰胺与1,3-二酮反应，得到与2-羟基吡啶。该反应以Icilio Guareschi和Jocelyn Field Thorpe命名。